# Blenina friederici
Blenina friederici is een vlinder uit de familie visstaartjes (Nolidae). De wetenschappelijke naam van deze soort is voor het eerst geldig gepubliceerd in 1935 door Gaede.
De soort komt voor in tropisch Afrika.